# Nodulisporium hinnuleum
Nodulisporium hinnuleum är en svampart som beskrevs av G. Sm. 1962. Nodulisporium hinnuleum ingår i släktet Nodulisporium och familjen kolkärnsvampar.   Inga underarter finns listade i Catalogue of Life.